# Тешка опрема
Основна опрема или тешке машине су тешка возила посебно осмишљена за грађевинске радове који често укључују земљане и сличне грађевинарске радове. Тешке машине се најчешће састоје од пет система опреме: имплементација, вуча, структура, систем напајања, управљање и информисање.
Тешке машине се користе још од 1. века пре нове ере, када је инжењер старог Рима, Витрувије у свом делу О архитектури описао кран који је покретала снага људи и животиња.
Тешке машине функционишу преко механичког рада простих машина, што је однос између унете примењене силе и излазне силе који се увећава што драстично олакшава послове, за које би иначе било потребно стотине људи и недеље рада без употребе тешких машина. Неке машине користе хидрауличне погоне као примарне изворе кретања.
- Багер-утоваривач ЈЦБ 3ЦКС
- Булдозер на точковима на отвореном руднику угља
- Преносиви мотор ; претеча модерних инжењерских возила
- Рани трактор на бензин

 Употреба тешких машина има дугу историју; староримски инжењер Витрувије (1. век п. н. е.) описао је тешке машине и кранове у старом Риму у његовом трактату О архитектури. Макара је направљена око 1500. године. Марк Исамбард Брунел је патентирао први штит за тунеле 1818

## Историја

### Од коња, преко паре и дизела до струје и роботике
До краја 19. века и почетка 20. века тешке машине је покретала снага људи и животиња. Са напретком преносивих парних мотора, преци вучних машина су преобликовани новим моторима у машине као што су комбајни. Основни механизам вуче је, уз уградњу новог парног мотора довео до изградње парне машине за вучу и парног ваљка. Током 20. века мотори са унутрашњим сагоревањем постали су главни покретачи тешких машина. Некада су коришћени  мотори који су трошили керозин и етанол, али данас су доминантно у употреби мотори на дизел. Механички пренос је у многим случајевима замењен хидрауличним машинама. Почетком 20. века појавиле су се нове машине на струју као што је виљушкар. Катерпилар ИНЦ је модерни произвођач који је почео као Холт производна компанија. Прва масовно произведена тешка машина била је Фордсон трактор 1917.
Прво комерцијално возило са гусеницама био је Ломбардов парни преносник дрвене грађе 1901. Употреба гусеница постала је популарна у производњи тенкова током Првог светског рата и касније у цивилној производњи машина као што су булдожери. Највећа инжињерска возила и покретне копнене машине су роторни багери који су произведени још 1920-их.
Скоро до 20. века једноставан алат је највећим делом престављао машину за копање – лопата коју су покретали људи или животиње, барже и вучна кола. Овај алат је био главно средство којим се материјал померао бочно или се подизао ради утовара за испоруку на колица или кола која су вукле животиње. У античко доба, еквивалент лопати били су мотика и корпа и велики бројеви људи који су ископавали земљу због грађевинских радова. Градитељи су дуго користили рампе, полуге и ремење да поставе чврсту грађу, али ове справе нису биле корисне за земљане радове који су укључивали копање, подизање, померање и постављање растреситих материјала.
Два елемента неопходна за земљане радове тада као и сада  су независан извор напајања и покретљивост по неравном терену, а технологија тог времена није задовољавала ни један од тих услова.“
Дизалице за контејнере се користе од 1950-их и омогућиле су складиштење и транспорт контејнера
Данас су тешке машине толико важне да неке транспортне компаније праве посебну опрему ради транспорта тешких грађевинских машина на разна градилишта.

## Врсте
Стандардна категоризација тешких машина их дели на следеће поткатегорије следећим редом: 
Машине са гусеницама
- Пољопривредни трактори
- Булдозер
- Гусеничар за набијање снега
- Скидер
- Трактор гусеничар (Булдозер)
- Traкtor
- Возила војне инжињерије

Изравњавање
- Изравњивач

Покретни утоваривач
- Мини утоваривач

Машине за копање''
- Подводни багер
- Компактни багер
- Багер Дреглајн
- Багер за приобалне радове
- Роторни багер
- Багер
- Багер већег досега
- Багер са висинском кашиком
- Повратник
- Багер који се напаја паром
- Усисни багер
- Покретни багер
- Копачица (машина)
- Јардер

Багер
- Багер-утоваривач, Багер

Шумарство
- Машина за скупљање и сечење дрва
- Комбајн
- Скидер
- Комбајн гусеничар
- Преносник транспорта на точковима
- Скидер на точковима

Цевовод
- Цевовод (бочни носач)

Стругач
- Фресно скрапер
- Стругач
- Трактор-стругач на точковима

Рударство
- Грађевински и рударски трактор
- Грађевински и рударски камион

Зглобни делови
- Зглобни дампер
- Зглобни камион

Компактор
- Булдозер на точковима- набијач тла
- Стабилизатор тла

Утоваривач
- Утоваривач
- Скип утоваривач (скипи)
- Утоваривач на точкове (предњи утоваривач, интегрисани носач алата)

Утоваривач гусеничар
- Утоваривач гусеничар

Претовар
- Ваздушна радна платформа / покретни сто
- Машина за сакупљање
- Кран
- Виљушкар
- Предњи утоваривач (носач за приколицу)
- Машина за утовар и истовар материјала
- Машина за слегање материјала
- Телескопски виљушкар

Асфалтирање
- Павер (финиш за асфалтирање)
- Биљка за производњу асфалта
- Скидер асфалта
- Крејн риг
- Павер
- Павер мајлинг
- Пнеуматски компактор гума
- Ваљак (ваљак за набијање)
- Финишер за клизање
- Вибрациони компактор, Компактор

Бушење
- Део опреме за ископавање
- Тунелске бушилице
- Машине за подземно бушење

Хидроматични алати
- Баласт темпер
- Алати за багер
- Бушилица
- Макара
- Ротирајући тилер (рототилер, ротоватор)

Путеви
- Дампери
- Аутопут 10 део за депоновање
- Део пута где камион истовара материјал
- Депонија на крају аутопута и бочна депонија
- Трансфер
- Уређаји
- Лоубој (приколица)
- Чистач улица

### Слике
- Гусеничар Д10Н булдожер еволуирао је из трактора са гусеницама и карактерише челична сечива причвршћена за фронт који се користи да гура осталу опрему и грађевински материјал, као што је, земља .
- Кашика се обично извлачи према багеру да би се ископао материјал. Неуобичајени додатак "палцем" на овом Коматсу ПЦ210-ЛЦ омогућава "хватање" предмета, на пример, током рушења.
- Копач са точковима МАРАИС СМЦ 200 Р.
- Гвоздена шипка која је ојачана покреће се са бушилицом, пумпом за бетон, камион са мешалицом, као и специјализованом сондом која омогућава пумпање бетона кроз своју осовину.

- Утоваривач на точковима
- Чишћење и изравнавање грејдером
- Тешки багер са великом кашиком.
- Компактор за одлагалиште отпада (тампонски врх)
- Коматсу Дозер гура угаљ на месту рада
- Трактор са предњим утоваривачем на точковима опремљен великим кантама које подижу хидрауличне рампе.
- Преклопни транспортер на гусеничној брусилици

- Војна инжењерска возила
- Војни оклопни булдожер Гусеничар Д9 омогућава израду земљаних пројеката у борбеном окружењу. На слици: ИДФ Гусеничар Д9 Р.
- Војни ровокопач у Пољској који је подружница компаније ЛиуГонг Кина
- Војни стругач
- Оклопно инжењеријско возило немачке војске  (2008)

## Примена и хидромеханички алати
- аугер
- багер
- виле за бале
- жутилица
- Сечиво булдозера
- Преклопна кашика
- метода отклањања површинског дела материјала
- машина за рушење
- кашика
- кашика багера
- вилице на точковима
- чакља
- хидраулични чекић
- хидротехника/ хидраулика
- хидраулична кашика (4-у-1)
- орач
- носач за материјал
- механички уситњивач, дробилица
- мулти процесор
- кашика за отклањање асфалта
- маљ за набијање
- пренос снаге (PTO)
- брзе спојнице
- грабље
- булдозер рипер
- ротациона кашика
- ваљак за путеве
- скелетон кашика
- чистач снега
- брусилица за уклањање пањева
- стругач за пањеве
- тамб
- хидраулични додатак за багере
- ровокопач
- компактор са вибрационим плочама
- кружна тестера

## Вуча: Теренске гуме и гусенице
Тешке машине захтевају специјализоване гуме за различите грађевинске услове рада. Мада велики број машина има гусенице због захтевних услова рада, гуме се користе када је потребна већа брзина и мобилност. Потребно је добро познавати употребу машине током употребног рока гуме да би се гума правилно изабрала. Избор гума може значајно утицати на производњу и цену машине. Постоје три типа теренских гума: транспортне- за машине које обављају земљане радове, радне – за споре машине за земљане радове и утовар и транспорт тип – за машине за транспорт и копање. Теренске гуме имају шест употребних категорија: Ц (компактор), Е (транспорт земље), Г (грејдер), Л (утоваривач), ЛС (преносник дрвене грађе) и МЛ (рударство и шумарство). Ове категорије обухватају разне врсте газишта за чврсте површине, меке површине и камен. Гуме представљају велики трошак за сваки грађевински пројекат и потребно је пажљиво разматрати превенцију прекомерног хабања или оштећења гума.

## Напајање
- мотор са унутрашњим сагоревањем
- пренос
- управљање (машине са гусеницама)
- кочнице

## Контрола и информисање
„Контролни и информациони системи. Ови системи омогућују руковаоцу да усмерава и контролише све системе и даје информације за управљање операцијама или праћење учинка и исправности опреме“ 

## Руковалац тешким машинама
Руковалац тешким машинама вози и управља тешким машинама које се користе за инжењерске и грађевинске радове. Најешће је довољан један способан руковалац по тешкој машини који мора да прође специјалну обуку за управљање истом.
Већина публикација за руковаоце тешким машинама се базира на побољшању безбедности радника. Део медицине рада се бави истраживањем и даје препоруке о безбедности на раду за ове и раднике на другим ризичним радним местима.

## Трошкови опреме
Због ниских маржи профита грађевинских пројеката, потребно је водити прецизне белешке о употреби, поправкама и одржавању тешких машина. Две главне категорије трошкова су: власнички трошкови и оперативни трошкови.

### Власнички трошак
Да би се трошак подвео под власнички он по правилу настаје без обзира на то да ли је машина у потреби или није. Ови трошкови су следећи:
- трошак куповине
- остатак вредности
- уштеда пореза од депрецијације
- веће поправке и ремонти
- порез на имовину
- осигурање
- складиштење

 Депрецијација се може израчунати на више начина, најједноставнији метод је праволинијски. Годишња депрецијација је константа, са смањењем опреме. Следе једноставне једначине парафразиране из текста Пеурифои & Секнаидер: 
| м = нека година у будућности Н = корисни век опреме (године) и Д н = годишњи износ депрецијације Д н = откупна цена / Н Књиговодствена вредност (БВ) у години м БВ м = откупна цена - ( м к Д н ) | пример: Н = 5 откупна цена = 350.000 УСД м = 3 године БВ 3 = 350 000 УСД - (3 к 350 000 $ / 5) = 140 000 УСД |

### Оперативни трошкови
Да би се трошак класификовао као оперативни трошак, мора се догодити коришћењем опреме. Ови трошкови су следећи:
| - ФОГ - гориво - мазива, уља за подмазивање, филтери (уље, ваздух, гориво, хидраулика) и маст | - поправке - поправка делова - поправне радне снаге | - гуме - Уговор о услузи треће стране - замена високо хабљивих предмета |

Највећа разлика са становишта трошкова је ако је поправак класификован као главни или мањи. Велики поправак може променити депрецијацијску вредност опреме због продужења века трајања, док је мањи поправак уобичајено одржавање. Начин на који компанија одлучи да наплати велике и мање поправке варира од компаније до компаније у зависности од стратегије трошења која се користи. Неке фирме наплаћују само велике поправке опреме, док мање поправке коштају пројекат. Друга уобичајена стратегија трошка је да наплаћују све поправке опреме, а из трошкова опреме искључени су само често замењени производи хабања. Многе фирме строго чувају своју структуру трошкова  јер може утицати на стратегије надметања њихове конкуренције. У компанији са вишеструко полу-независних одељења, одељење опреме често жели да класифицира све поправке као "мање" и наложи им посао - чиме побољшавају свој "профит" од опреме.

## Модели
Модели тешке опреме од ливеног метала често се производе за свако возило како би их потенцијалним купцима дали. Обично су у скали од 1:50 . Популарни произвођачи ових модела су Конрад и НЗГ у Немачкој, чак и за америчка возила.

## Значајни произвођачи
Највећих 10 произвођача грађевинске опреме у 2015. години на основу података о првих 50 произвођача које је објавила КХЛ Груп 
| Бр. | Компанија                 | Земља                     | Продаја (милион УСД) | Удео од укупног броја |
| --- | ------------------------- | ------------------------- | -------------------- | --------------------- |
| 1   | Катепилар                 | веза=\|ивица Америка      | 28,283               | 17,8%                 |
| 2   | Комату                    | веза=\|ивица Јапан        | 16,877               | 10,6%                 |
| 3   | Хитаки грађевинске машине | веза=\|ивица Јапан        | 7,790                | 4,9%                  |
| 4   | Грађевинска опрема Волво  | веза=\|ивица Шведска      | 7,785                | 4,9%                  |
| 5   | Терек                     | веза=\|ивица Америка      | 7,390                | 4,6%                  |
| 6   | Лиебхер                   | веза=\|ивица Швајцарска   | 7,129                | 4,5%                  |
| 7   | Џон Дере                  | веза=\|ивица Америка      | 6,581                | 4,1%                  |
| 8   | КСЦМГ                     | веза=\|ивица Кина         | 6,151                | 3,9%                  |
| 9   | Сани                      | веза=\|ивица Кина         | 5,424                | 3,4%                  |
| 10  | Досан Инфракор            | веза=\|ивица Јужна Кореја | 5,414                | 3,4%                  |

Остали произвођачи укључују: 
- Aтлас Копко
- БЕМЛ (Индија)
- Бобкет компанија
- Кејс
- Челибинск Tрактор Плент
- ЦНХ Глобал
- Демаг
- Фиат-Алис
- ХИАБ
- Hундаи тешка индустрија
- Ингерсол Ренд
- ЈЦБ
- Кубота
- Кобелко
- ЛиуГонг
- МАРАИС
- Навистар интернационална корпорација
- НЦК
- Њу Холанд
- Tрек Маршал
- Oренстејн и Копел (O&K)
- Пакар
- Поклејн
- Шанти
- СТ Кинетикс
- Тејкучи Манифектуринг
- Векр Неусон
- Јанмар
- Зумлио